# Casimir de Koźle
Casimir de Koźle (polonais : Kazimierz kozielski; né vers 1312 – 2 mars 1347) fut duc de Koźle de 1336 jusqu'à sa mort.

## Biographie
Casimir est l'ainé des enfants du duc Ladislas de Bytom et le seul fils né de son union avec sa première épouse Béatrice de Brandebourg, fille d'Othon V le Long, Margrave de Brandebourg–Salzwedel. La vie de Casimir est peu documentée. En 1336, après la mort sans héritier du duc Lech de Racibórz, la cité de Koźle (en allemand Kosel) que ce dernier avait acquise en 1334 à Ladislas de Bytom, revient selon les termes du contrat de cession au duché de Bytom. Le duc Ladislas en donne immédiatement la possession à son fils ainé Casimir. On ne sait rien du règne de Casimir sur la cité Koźle, sauf que du fait de sa prodigalité il cesse de payer le Denier de Saint-Pierre et qu'il est pour cela excommunié par l'église. Casimir ne contracte pas de mariage et meurt sans héritier en 1347 avant le 2 mars. On ignore le lieu de son inhumation.